# Per le antiche scale
Per le antiche scale é um filme de drama produzido na Itália, dirigido por Mauro Bolognini e lançado em 1975.